# Communauté de communes du Sud Corse
Die Communauté de communes du Sud Corse ist ein französischer Gemeindeverband mit der Rechtsform einer Communauté de communes im Département Corse-du-Sud in der Region Korsika. Sie wurde am 1. Januar 2014 gegründet und umfasst sieben Gemeinden. Der Verwaltungssitz befindet sich im Ort Porto-Vecchio.

## Mitgliedsgemeinden
| Gemeinde                            | Einwohner 1. Januar 2022 | Fläche km² | Dichte Einw./km² | Code INSEE | Postleitzahl |
| ----------------------------------- | ------------------------ | ---------- | ---------------- | ---------- | ------------ |
| Bonifacio                           | 3.269                    | 138,36     | 24               | 2A041      | 20169        |
| Figari                              | 1.742                    | 100,22     | 17               | 2A114      | 20114        |
| Lecci                               | 2.020                    | 27,41      | 74               | 2A139      | 20137        |
| Monacia-d’Aullène                   | 546                      | 39,85      | 14               | 2A163      | 20171        |
| Pianottoli-Caldarello               | 800                      | 42,78      | 19               | 2A215      | 20131        |
| Porto-Vecchio                       | 11.536                   | 168,65     | 68               | 2A247      | 20137        |
| Sotta                               | 1.866                    | 66,50      | 28               | 2A288      | 20146        |
| Communauté de communes du Sud Corse | 21.779                   | 583,77     | 37               | –          | –            |